# Scleria parvula
Scleria parvula är en halvgräsart som beskrevs av Ernst Gottlieb von Steudel. Scleria parvula ingår i släktet Scleria och familjen halvgräs. Inga underarter finns listade i Catalogue of Life.

## Bildgalleri

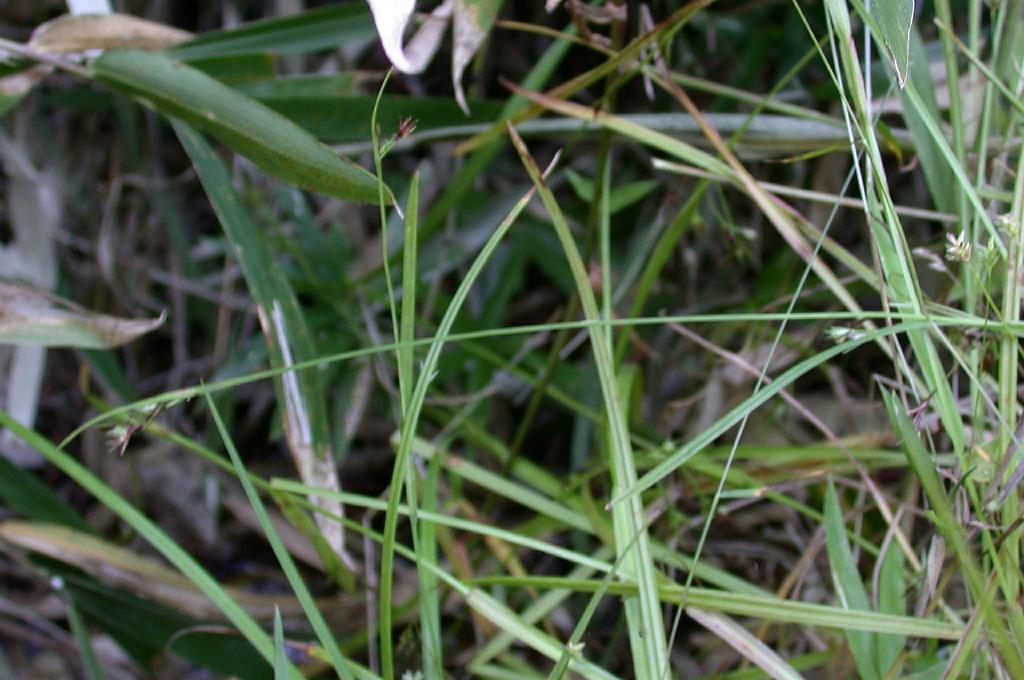
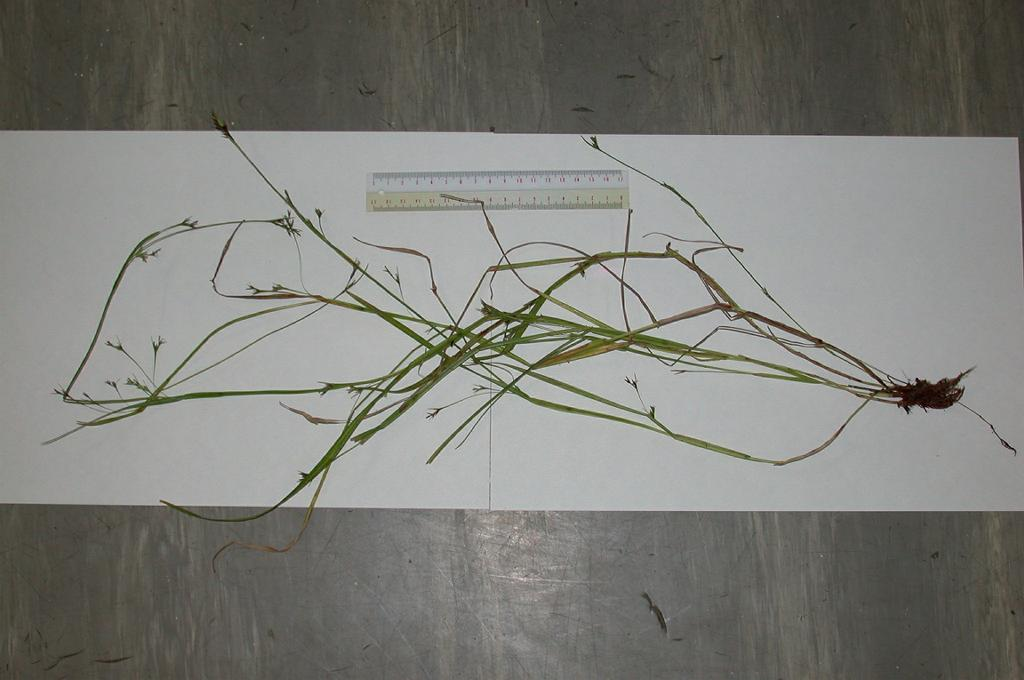
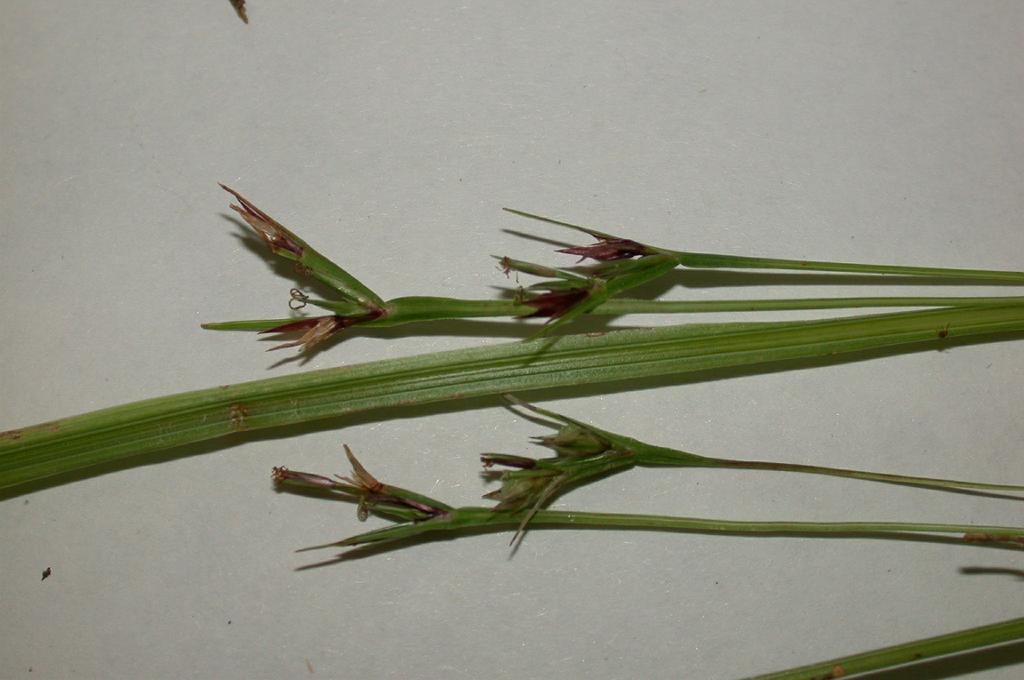